# Puebla de Navia
Puebla de Navia (llamada oficialmente Santa María Madanela da Proba de Navia) es una parroquia y una villa española del municipio de Navia de Suarna, en la provincia de Lugo, Galicia.

## Otras denominaciones
El nombre oficial completo de la parroquia es Santa María Magdalena de Puebla de Navia.

## Límites
La parroquia delimita con las parroquias de Barcia al norte, Villarpandín al sur,  Freijís al este y Gallegos al oeste, siendo la villa la capital del municipio. 

## Organización territorial
La parroquia está formada por dos entidades de población:
- Grandela
- Puebla (A Proba)

## Demografía

### Parroquia
| Gráfica de evolución demográfica de Puebla de Navia (parroquia) entre 2000 y 2020 |
|                                                                                   |
| Datos según el nomenclátor publicado por el INE.                                  |

### Villa
| Gráfica de evolución demográfica de Puebla (villa) entre 2000 y 2020 |
|                                                                      |
| Datos según el nomenclátor publicado por el INE.                     |

## Monumentos

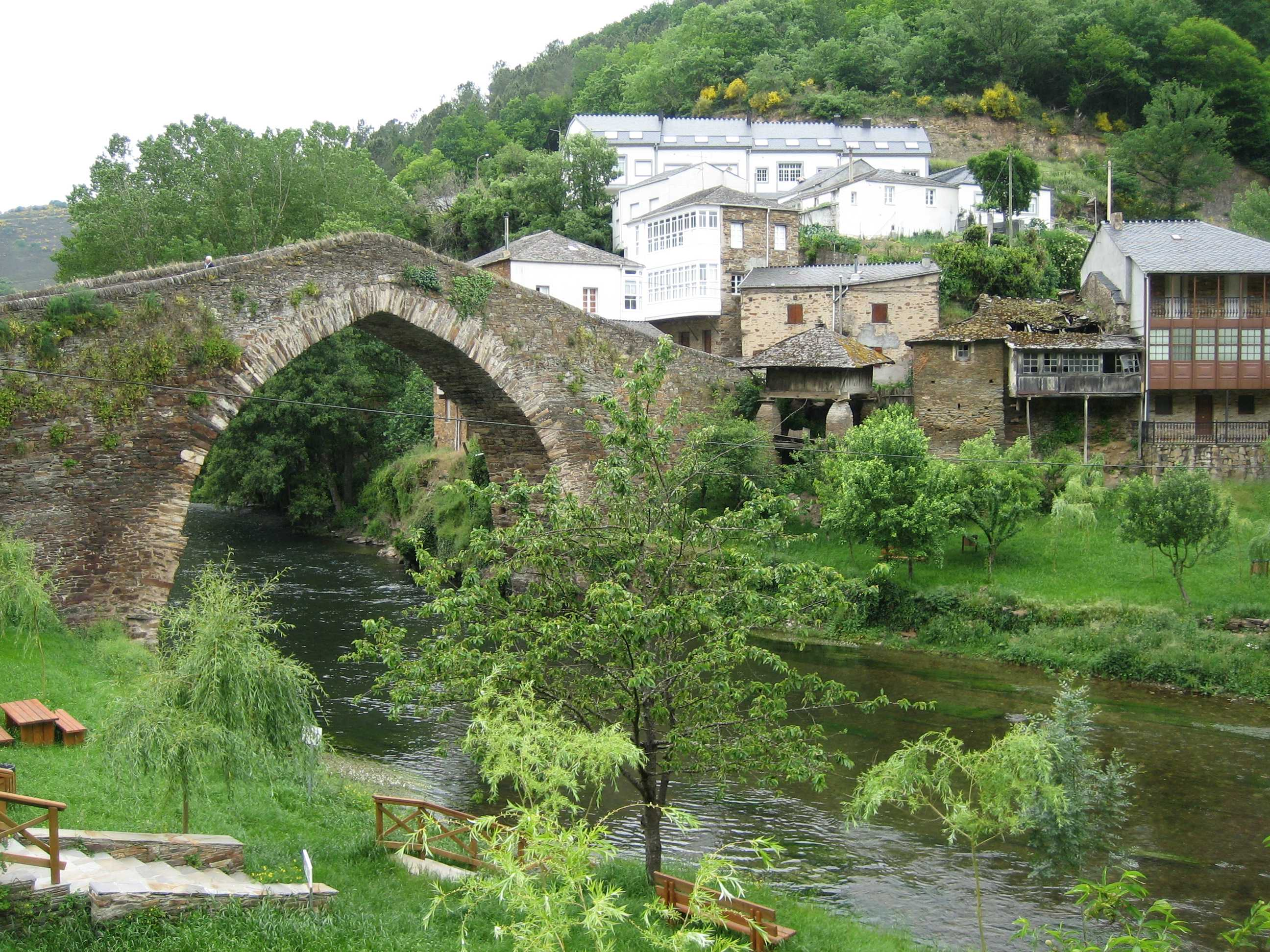
A Ponte Vella.

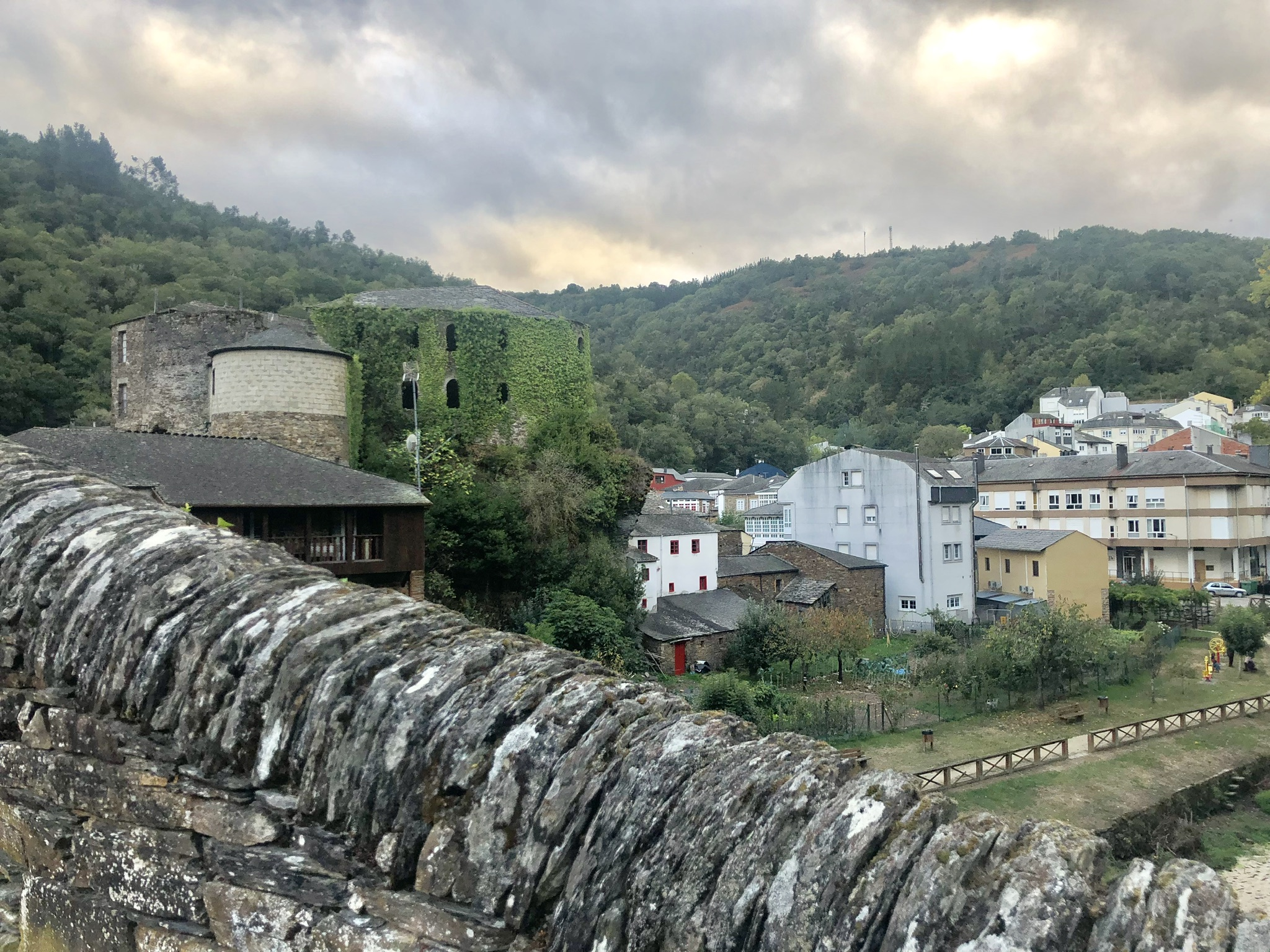
El pueblo visto desde el puente viejo.

En cuanto al carácter monumental, cuenta con el castillo y el puente viejo (A Ponte Vella) sobre el río Navia, en la Plaza de Chao da Torre. La fecha exacta de la construcción del castillo no se sabe a ciencia cierta, pero aparece citado en un documento ya en el año 1037. Destruido en las revueltas irmandiñas, fue vuelto a edificar por los condes de Altamira en 1450. Situado sobre unas rocas conserva restos de murallas y torreones.
Respecto a A Ponte Vella, su origen es romano. Con un único arco apuntado, con muros de protección muy altos, tiene calzada muy abombada que contribuye a realzar su aspecto monumental.

## Festividades
- El 17 de septiembre - Virgen de los Dolores.
- En agosto - Fiesta en honor del Emigrante.